# Tetragnatha rouxi
Tetragnatha rouxi är en spindelart som först beskrevs av Lucien Berland 1924.  Tetragnatha rouxi ingår i släktet sträckkäkspindlar, och familjen käkspindlar.
Artens utbredningsområde är Nya Kaledonien. Inga underarter finns listade i Catalogue of Life.